# Ислам на Украине
Проникновение ислама на территорию современной Украины началось в эпоху арабо-хазарских войн, после прекращения которых со 2-й пол. VIII века был открыт путь мирному арабскому проникновению в Причерноморье через Кавказ. Именно c этого времени на Юго-Востоке современной Украины археологи находят захоронения, совершённые по мусульманскому обряду. Эти погребения относятся к салтово-маяцкой культуре и принадлежат населению Хазарского каганата.
О существовании интенсивных торговых связей между русами и арабами, и другими мусульманскими народами свидетельствуют средневековые арабо-персидские авторы Ибн Фадлан, аль-Масуди, Ибрагим Ибн-Якуб и др..
Первые сведения о мусульманском мире, о мусульманах, знания об исламе жители Древней Руси получили во время торговых операций, путешествий и военных походов. Русы путешествовали в Итиль (Хазарский каганат). Так возникал прямой контакт со страной, которая испытывала огромное влияние арабо-мусульманской культуры. Ознакомлению Киевской Руси с исламом также способствовали и военные походы русов на восток, где они вступали в контакты с представителями мусульманских государств. Ближайший сосед Руси — Волжская Булгария приняла ислам в качестве государственной религии в 922 году.
В домонгольский период (VIII—XIII вв.) ислам в Причерноморье распространялся в основном путём постепенной исламизации различных тюркских племен и народов, преимущественно принадлежащих к кипчакской группе тюркских языков. Главную роль в распространении исламского учения на пространстве Половецкой степи играли «периферийные» философско-культурные центры — Дербент и Волжская Булгария, а также среднеазиатские города Хорасана и Мавераннахра.
Второй период определяется как военно-колонизационный. Речь идет о переходе к оседлому образу жизни народов, исповедующих ислам, а также колонизационной политике Османской империи в Северном Причерноморье и Поднестровье. Под этим понимается закрепление в Крыму, Буджаке и Едисане части татарской Орды. Крымский полуостров стал одним из главных ареалов ислама на землях, входящих ныне в состав независимой Украины. В Крыму ислам стал государственной религией Крымского ханства. На полуострове и прилегающих территориях распространился суннизм ханафитского мазхаба.

## История

### Хазарский каганат
Первые свидетельства об исламе на землях нынешней Украины связаны с возникшим в VII веке Хазарским каганатом. Рождение Хазарии стало следствием развала Западно-тюркского каганата. Первоначально территория нового государства была ограничена районом Северного Кавказа и нижним течением рек Волги и Дона. Но уже спустя несколько десятилетий хазары за счёт активной экспансионистской политики расширили территории вплоть до Днепра на западе и Аральского моря на востоке.
В конце VII века, хазары взяли под контроль Крым и Приазовье. Им платили дань славянские племена полян и северян. Археологические раскопки показали, что из 48 городищ хазарского периода в бассейне Северского Донца и Дона, 24 были расположены на территории современной Украины. Раскопки проведённые донецким археологом Э. Кравченко выявили многочисленные мусульманские захоронения в городищах расположенных по берегам Северского Донца. Большинство из них относятся к периоду второй половины IX века. Население этих городищ было смешанным — булгаро-алано-славянским.
На юге, в Закавказье, Хазарский каганат столкнулся с армиями набиравшего силу Арабского халифата, который после разгрома иранской империи Сасанидов вышел к берегам южного Каспия. Во времена правления халифа Умара ибн аль-Хаттаба (585—644) мусульманская армия под командованием полководца Абд ар-Рахмана бин ар-Рабиъа совершила рейд на хазарский город Беленджер. Это первое военное столкновение с хазарами произошло в 642 году. Тем самым было положено начало арабо-хазарским войнам, которые с перерывами продолжались почти сто лет. Боевые действия в кавказском регионе велись с переменным успехом вплоть до 737 года, когда армия Марвана ибн Мухаммада дошла до Волги (по др. оценкам — Дона), нанеся тяжёлое поражение хазарам. Находясь в безвыходном положении, каган запросил мира. Марван выдвинул условие, согласно которому правитель Хазарии должен был принять ислам.
Арабский историк ал-Усфури в своей книге «Тарих» так описывает начало похода:

«119 г.х. В этом году Марван ибн Мухаммад предпринял дальний поход из Арминии. Он проник в ворота алан (Баб ал-Лан), прошёл землю ал-Лан, затем вышел из неё в страну хазар и прошел Баланджар и Самандар и дошёл до ал-Байда, в которой пребывает хакан. Хакан бежал».

Марван бросился преследовать правителя Хазарии, который вместе с небольшим отрядом двинулся вдоль Волги на север. Преследование продолжалось примерно 15-20 дней. Оказавшись загнанным в тупик, хакан капитулировал. По условиям капитуляции он должен был принять Ислам. Одновременно с этим войска Арабского халифата достигли «славянской реки» (по-видимому, речь идёт о Доне, либо о его притоке — Северском Донце).
Другой арабский историк ибн Асам аль-Куфи подробно описывает принятия ислама хазарами:

«Царь хазар впал в безысходную скорбь и воздел руки к небесам. После этого он послал к Марвану ибн Мухаммаду человека, чтобы спросить у него: „О эмир! Ты пленил хазар и саклабов (славян), перебил их и достиг желаемого! Чего же ещё тебе надо?“ Марван ответил посланцу: „Я желаю, чтобы он принял ислам, Иначе я убью его, захвачу его царство и передам его другому!“. Посланец попросил у Марвана три дня отсрочки, пока он не вернётся к хакану и сообщит ему обо всём. Хакан ответил: „О эмир! Я принимаю ислам, признаю его и выказываю ему любовь! Однако ты пришли ко мне человека из числа твоих сподвижников, чтобы он раскрыл для меня его сущность“. Марван направил к нему двух человек: одного звали Нух ибн ac-Сайиб ал-Асади, а другого — Абд ар-Рахман ибн Фулан ал-Хаулани. Оба они отправились к хакану и разъяснили ему учение Ислама».

Не ясно, состоялось ли обращение кагана в действительности. Но с 737 по 750-е гг. в мусульманско-хазарских отношениях царил мир. Победитель хазар Марван ибн Мухаммад в 744 году становится последним омейядским халифом. В 750 году, в результате восстания шиитов, он был свергнут и убит. Власть в халифате захватили Аббасиды. Это событие стало достаточным поводом для возобновления войн. Спустя несколько десятилетий правящая верхушка хазар принимает иудаизм.
Практически с самого начала своего существования Хазарское государство было полиэтничным и многоконфессиональным, что является отличительной чертой многих раннесредневековых государств. Наряду с язычеством среди населения были распространены все три монотеистические религии: христианство, ислам и иудаизм. Знания об исламе хазары получали вместе с товарами, которые арабские купцы привозили на берега Волги, Дона и Северского Донца. В Итиле возникла обширная мусульманская община, пополнявшаяся выходцами из разных стран Халифата.
В X веке Хазарское государство постепенно слабеет. Славянские племена выходят из-под влияния хазар и создают своё государство — Киевскую Русь. В 965 году киевский князь Святослав разбил хазарскую армию и захватил, расположенную на берегах Дона, стратегически важную крепость Саркел. Находясь в крайне затруднительном положении, хазарский царь обратился за помощью к Хорезму. После получения этой помощи правитель Хазарии и большая часть оставшегося населения принимают ислам. Но это не спасло хазар от катастрофы. Волны кочевых тюркских народов — печенегов и половцев − окончательно уничтожили Хазарское государство.

### Киевская Русь
Упадок Хазарского каганата приводит к постепенному изменению геополитической ситуации в регионе. К началу X века самым сильным государством Восточной Европы становится Русь со столицей в Киеве. Западные соседи Руси — венгры и поляки принимают христианство. Восточные — булгары — принимают ислам. Перед киевскими князьями встаёт проблема выбора не только религии, но и вектора, который определит развитие огромного государства на столетия вперед.
История принятия христианствоа князем Владимиром Святославичем описана в Повести временных лет. Выбор, сделанный киевским князем, был обусловлен, в первую очередь, политическими причинами. В 986 году, ближайший сосед Руси — Волжская Булгария, предприняла попытку вывести русов «из мрака язычества». Вот как об этом пишет летописец:

"Пришли болгары магометанской веры, говоря: «Ты, князь, мудр и смыслён, а закона не знаешь, уверуй в закон наш и поклонись Магомету». И спросил Владимир: «Какова же вера ваша?». Они же ответили: «Веруем Богу, и учит нас Магомет так: совершать обрезание, не есть свинины, не пить вина, зато по смерти, говорит, можно творить блуд с жёнами. Даст Магомет каждому по семидесяти красивых жён, и изберёт одну из них красивейшую, и возложит на неё красоту всех; та и будет ему женой. Здесь же, говорит, следует предаваться всякому блуду. Если кто беден на этом свете, то и на том», и другую всякую ложь говорили, о которой и писать стыдно. Владимир же слушал их, так как и сам любил жён и всякий блуд; потому и слушал их всласть. Но вот что было ему нелюбо: обрезание и воздержание от свиного мяса, а о питье, напротив, сказал он: «Руси есть веселие пить: не можем без того быть».

Из этого наивного рассказа видно весьма поверхностное знакомство автора с исламом. Одной из главных причин побудивших Владимира принять православие, Нестор-летописец называет пышность и богатство православного обряда.
Ряд мусульманских литераторов XII-XIII веков (Шараф аз-Заман Тахир ал-Марвази и Мухаммад Ауфи) приводят сведения о том, что первоначально Русь приняла ислам. Этой точки зрения придерживался также известный украинский историк Омелян Прицак. В своей работе «Происхождение Руси» он пишет:

«Достоверный арабский источник (ал-Марвази, примерно 1120 г.) сообщает, что Владимир сам принял ислам (во время новгородского правления). Если бы он остался в Новгороде, то, вероятнее всего, ввёл бы там тюркскую версию ислама и таким образом северная часть восточных славян тюркизировалась бы, как это произошло с волжскими булгарами. Однако Владимир перешёл в Киев, сменив „полумесяц“ на „солнце“ Константинополя, где был вынужден сменить ислам на греческое христианство».

Судя по всему, в течение первых нескольких столетий после принятия Русью христианства, отношение к исламу и мусульманам было достаточно лояльным. В начале XII века в Киеве существовала большая мусульманская община. Об этом сообщает в своих записках путешественник из Аль-Андалуса (Испания) Абу Хамид аль-Гарнати:

«И прибыл я в город славян, который называют „Гор[од] Куйав“ (Киев). А в нём тысячи „магрибинцев“, по виду тюрков, говорящих на тюркском языке и стрелы мечущих, как тюрки. И известны они в этой стране под именем беджн[ак]. И встретил я человека из багдадцев, которого зовут Карим ибн Файруз ал-Джаухари, он был женат на [дочери] одного из этих мусульман. Я устроил этим мусульманам пятничное моление и научил их хутбе, а они не знали пятничной молитвы».

Беджнак — это хорошо известные по летописям Киевской Руси печенеги. Этот тюркский народ принял ислам в начале XI века. Арабский писатель ал-Бекри так описал это событие:

«И рассказывали многие из мусульман бывших в плену в Константинополе, что печенеги придерживались веры маджусов. Но после 400-го года хиджры (1009 год) случился у них пленный из мусульман, ученый богослов, который и объяснил ислам некоторым из них, вследствие чего те и приняли его. И намерения их были искренни, и стала распространяться между ними пропаганда ислама. Остальные же, не принявшие ислама, порицали их за это, и дело кончилось войною. Бог же дал победу мусульманам, хотя их было только около 12 000, а неверных вдвое больше. И они (мусульмане) убивали их, и оставшиеся в живых приняли ислам. И все они теперь мусульмане, и у них есть учёные и законоведы и чтецы Корана».

Печенеги в течение почти целого столетия воевали с Русью. В XI веке часть из них вошла в объединение тюркских племён чёрные клобуки, которые перешли на службу к киевским князьям. Исходя из приведённого выше сообщения ал-Гарнати, можно сделать вывод, что Киев в XII веке был городом, в котором уживались христианство и ислам, причём количество мусульман было заметным. Вероятно, в тот период в столице Руси у мусульман была своя мечеть.
Археологические раскопки, проведённые на территории Киева, свидетельствуют о том, что город имел интенсивные торговые связи с исламскими государствами. Одних только арабских дирхемов было найдено в Киеве около 11 тысяч, что значительно больше находок западноевропейских и византийских монет вместе взятых.
Ближайшим исламским соседом Руси была Волжская Булгария. В течение нескольких столетий отношения между двумя странами были достаточно наряжёнными: периоды мира сменялись длительными войнами. Но со временем неприязнь сменилась уважением. Это хорошо видно на примере летописей. Если в XI веке монах Печерского монастыря Нестор пишет о мусульманах, что «вера их оскорбляет небо и землю», приписывая им множество различных пороков, то уже в XIII веке другой летописец с сочувствием сообщает о тех бедствиях, которые обрушились на землю Волжской Булгарии в результате нашествия монголов:

«Тоє же осени придоша с восточнıх стран в Болгарьскую землю безбожнии Татари и взяша славный Великий город Болгарьский и избиша оружьєм и старца и до юнаго и до сущаго младенца и взяша товара множество, а город их пожгоша огнем и всю землю их плениша».

Не пощадили монголо-татары и Киевскую Русь. В ходе вторжения были разгромлены практически все крупные города, включая Киев.

### Золотоордынский период
В период между 1236 и 1241 годами армии монгольского хана Бату (Батый) завоевали все восточноевропейские государства. Масштаб наступления азиатских захватчиков не имел прецедента в истории. В военном отношении и в плане организации, орды монголов в середине XIII века на голову превосходили все тогдашние армии мира. Во время похода на Запад монгольская армия покорила кочевую империю тюркских народов — Дешт-и-Кипчак, которая простиралась от степей южной Сибири до Дуная. Все эти народы, включая живших на землях востока и юга Украины торков, берендеев и черных клобуков, были интегрированы монголами в состав своих военных формирований. Во время походов на государства Средней Азии и Ближнего Востока монголы, познакомились с исламом.
Командующий войсками западной армии монголов хан Бату (Батый) доброжелательно относился к этой религии, разрешая в походных лагерях создавать мечети. Вот как описывает арабский историк аль-Джузджани отношение монгольского предводителя к мусульманам:

«Он (Бату) был человек весьма справедливый и друг мусульман; под его покровительством мусульмане проводили жизнь привольно. В лагере и у племен его были устроены мечети с общиной молящихся, имамом и муадзином…Мусульмане туркестанские под сенью его защиты пользовались большим спокойствием и чрезвычайною безопасностью».

Первым монгольским ханом, принявшим ислам, был внук Чингизхана Берке. Именно при нём Улус Джучи стал превращаться в Золотую Орду — независимое от великих монгольских ханов тюркское государство. В своей политике хан Берке опирался на торговые круги городов Хорезма и Волжской Булгарии, которая смогла быстро оправиться от погромов 1236 и 1239 годов, став одним из важнейших экономических центров Улуса Джучи. В период правления Берке (1257—1266) начался быстрый рост городов, чему активно содействовал правитель Улуса. Торговые пути стали безопасны и благоустроены благодаря стараниям хана. При Берке ислам не стал государственной религией, хотя сам правитель оказывал мусульманам всяческую поддержку. Арабский историк Ибн Халдун писал:

«Берке распространил ислам между всем народом своим, стал строить мечети и училища во всех своих владениях, приблизил к себе ученых и законоведов и сдружился с ними».

После смерти Берке Золотой Ордой правили ханы, которые придерживались традиционных для тюрок и монголов верований языческого толка. Лишь в 1320 году хан Узбек утвердил ислам в качестве главной религии государства. В анонимном сочинении XV-начала XVI в. «Родословие тюрок» говорится:

«Когда с начала его султанства истекло восемь лет, то под руководством шейха мусульман Зенги-Ата и главнейшего сейида, имеющего высокие титулы, указующего заблудившимся путь к преданности Господу миров, руководителя странствующих и проводника ищущих Сейид-Ата, он (Хан Узбек) в месяцах 720 года хиджры (12.02.1320-30.01.1321)… удостоился чести принять ислам… Из людей иля и улуса, которые были в тех странах большая часть удостоилась счастья принятия ислама»

Период правления Узбека был временем расцвета Золотой Орды. Хан пресек распри внутри Улуса, провел административную реформу. Благодаря покровительству торговле небольшие причерноморские городки превратились в крупные центры, где развивались ремесла, строились дворцы и караван-сараи. Потоки товаров, шедшие по Великому шелковому пути, направлялись в Аккерман, Килию, города Крыма и Кавказа. В середине ХІV века большая часть современной Украины была территорией, где господствовал ислам. Мечети, медресе и мавзолеи высились на берегах Дуная, Днестра, Южного Буга, Днепра и Дона.
Период расцвета Золотой Орды завершился со смертью в 1357 году сына хана Узбека — Джанибека. После этого в течение двух десятилетий в Улусе Джучи происходили междоусобные войны — «великая замятня». Этим смогли воспользоваться соседние государства. После победы над татарскими эмирами западного улуса в битве на Синих Водах в 1362 году, Великое княжество Литовское постепенно начало вытеснять Орду за Днепр, а Молдавское княжество захватило пруто-днестровское междуречье. Спустя столетие основным проводником ислама на землях юга и востока Украины стало возникшее на руинах Золотой Орды Крымское ханство.

### Крымское ханство
Самые яркие страницы истории ислама на землях Украины связаны с Крымом. Именно Крымский полуостров стал главным ареалом ислама на землях, которые входят в состав современной Украины. Крым оставался последним осколком Золотой Орды после завоевания Россией Казанского ханства в 1552 году. Именно здесь ислам превратился в государственную религию Крымского ханства, сохраняющую свою полную независимость на протяжении более 300 лет.
Ислам практически с первых лет своего бытования на Крымском полуострове оказал исключительно глубокое влияние на формирование крымскотатарского народа. Поскольку именно на землях Крыма в период с XIII по XVI ст. происходило формирование крымских татар как отдельного этноса со своей религией — исламом. В то же время Крымский полуостров на долгое время оставался главным каналом, через который Поднепровье осведомлялось об исламе и мусульманах.
Появление на полуострове тюрок-кочевников исторически шло двумя путями: сначала с суши — кочевники и с моря — турки-сельджуки. Ещё за долго до прихода в Крым, находясь в кочевом состоянии, степняки придерживались шаманизма — многобожия. Впрочем, сталкиваясь с мусульманским миром, татаро-монгольские ханы увидели в исламе привлекательную для себя религию, мощное духовное средство для консолидации народа и построения на основах шариата системы политической власти.
Одним из первых поборников ислама стал младший брат хана Батыя — золотоордынский хан Берке (1209-66). Приняв ислам лично, он начал активно внедрять его в крымском улусе, всячески способствуя обращению в новую веру населения полуострова. В 1271 году ислам принял могущественный ордынский беклярбек Ногай, контролировавший в тот период Западный улус Золотой Орды, который включал в себя Крым.
Однако окончательная победа ислама в Крыму связана с именем хана Узбека (1313-42), сделавшего ислам государственной религией на полуострове. Административным центром Крымского улуса Золотой орды стал город Солхат (ныне Старый Крым). Сам Узбек некоторое время жил в Крыму, демонстрируя подданным пример соблюдения догматов ислама. Завершил исламизацию тюркоязычного населения Крыма Тамерлан (1336—1405). Устранив хана Тохтамыша, он включил полуостров в состав своей великой империи. В своей политике Тамерлан опирался на духовных личностей и всячески способствовал укреплению позиций ислама. Контактируя с мусульманским миром, ханы увидели в исламе мощное духовное средство для консолидации молодого народа и построения в государстве прочной системы политической власти на основе шариата (юридической системы ислама).

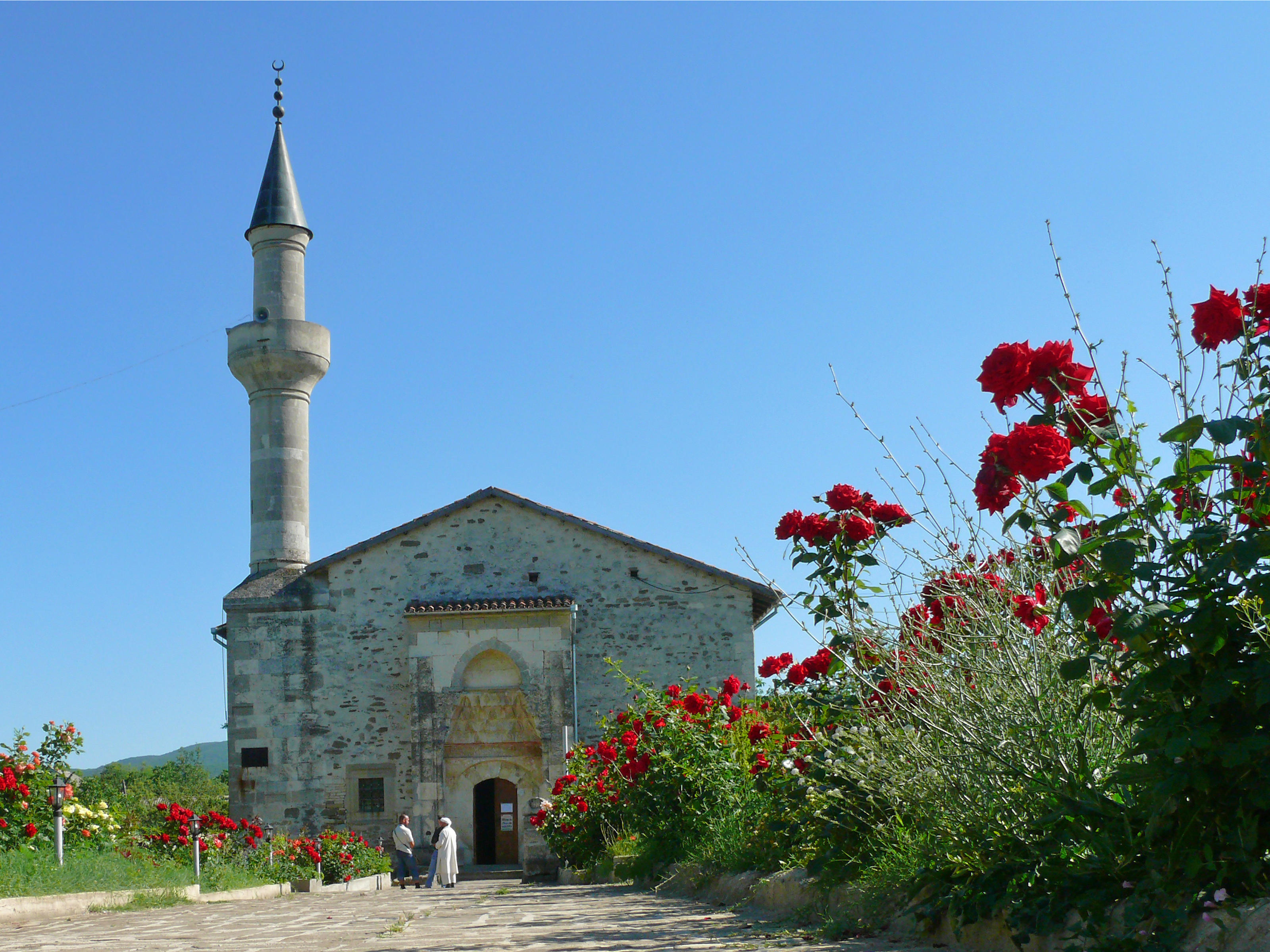
Мечеть хана Узбека. Солхат (Старый Крым)

Со временем, после завершения золотоордынского периода своей истории, Крымский улус отделился и стал самостоятельным государственным образованием, на основе которого возникло независимое крымскотатарское государство. С 1441 года оно находилось во власти династии ханов из рода Гиреев (Гераев).
Важная весть о мусульманах на Украине связана с пребыванием на её территории хана Золотой Орды Тохтамыша со своим двором. Он проживал в Киеве и его пригороде в 1396—1399 гг., после неудачной попытки завоевать независимость от Тамерлана. В 20-х годах XV в. в Киеве в течение около сорока лет постоянно находилась группа мусульман в составе отряда ордынцев. Об этом сообщает Новгородская летопись. Татарский отряд покинул Киев после захвата города войсками литовского князя Ольгерда в 1362 году.
В 1475 г. начался новый период в истории Крымского ханства. В этом году правители Крыма признали власть султана Османской государства, как халифа — правителя всех мусульман. По законам Османской империи, династия Гиреев считалась более знатной, чем династия Османов и должна была занять престол, в случае пресечения династии Османов по мужской линии. Влиятельной силой в ханстве стали высшие духовные лица. Главным среди них был муфтий. Он считался второй персоной после наместника султана и входил в состав Государственного совета — Дивана. Это представитель духовенства стал верховным толкователем законов шариата. В его руках было назначение и смещение судей (кади), что давало ему прерогативу почти неограниченного влияния на всю общественно-экономическую жизнь населения. И если в Крым направлялись ценные подарки от зарубежных правителей, то муфтий получал их наравне с ханом. Также он мог самостоятельно вести переписку с заграницей.
Произошло сращивание светской государственной и религиозной власти. Муфтием мусульман начали считать хана. Духовные лица стали влиятельной политической силой в государстве. Муфтий Крыма входил в состав Государственного совета империи — Дивана. Далее места на иерархических ступеньках занимали кадии (судьи по шариату), мударисы (ответственные за обучение в мусульманских школах — мектебах), имамы, шейхи (председателя мусульманских братств), суфу (члены братств или отшельники). Они заботились об образовании крымчан в духе ислама, учили придерживаться его предписаний, воспитывали правоверных мусульман и добросовестных подданных. Ислам стал основой духовной жизни крымскотатарского народа. Практически во всех значимых поселениях действовали мечети, которых к 1783 году насчитывалось 1660. Мусульмане Крыма были последовательными суннитами, хотя изредка с Северного Кавказа сюда заносили суфизм, а в Евпатории (Гезлев) жили дервиши. Ведущим авторитетом по вопросам мусульманского права, главой улемов был шейх-уль-ислам, титул которого установлен в Османской империи в 1424 году.
Долгое время в Крыму господствовала атмосфера веротерпимости. На территории государства свободно действовали православные, католические, армянские церкви и монастыри, еврейские и караимские синагоги и кенассы.
Под влиянием идей и норм ислама сформировалась национальная культура крымскотатарского народа, его бытовые традиции, язык, способ жизни, система образования и воспитания детей; расцвели литература, книжное дело, музыка, резьба по камню и дереву, орнаментное искусство и особенно архитектура. Ценными памятниками мусульманской архитектуры богат город Старый Крым с мечетями Узбека и Бейбарса, Куршун-Джами и Тахтали-Джами, с медресе, караван-сараями и фонтанами. Немало памяток мусульманской культуры есть в Бахчисарае — бывшем административном центре ханата. Центрами мусульманской цивилизации Крыма также были Карасубазар (Белогорск), Кафа (Феодосия), Гезлев (Евпатория) с его уникальной мечетью Джума-Джами (1552).

## Современность
С начала 1990-х гг. произошли разительные перемены в жизни общины мусульман Украины в связи с начавшимися демократическими преобразованиями в СССР и последовавшими за тем принципиальными изменениями в государственно-конфессиональных отношениях. Мусульмане получили возможность открыто заявлять о своей религиозной принадлежности, свободно удовлетворять свои религиозные потребности, совершать обряды Ислама, следуя традициям своих предков. После обретения Украиной независимости стало возможным образование централизованной структуры для мусульманских общин, которая была бы призвана скоординировать процесс Исламского религиозного возрождения в стране.
- 9 сентября 1992 г. Советом по делам религии при Кабинете Министров Украины было зарегистрировано Духовное Управление Мусульман Украины (ДУМУ), которое объединило некоторые мусульманские общины страны. Главой ДУМУ стал религиозный наставник — шейх Ахмед Тамим. Духовное управление мусульман Украины является постоянным членом Всеукраинского совета церквей и религиозных организаций. ДУМУ участвует в различных конференциях и симпозиумах, в том числе и в международных и принимает участие в налаживании межконфессионального диалога.
- В 2014 году, после оккупации Крыма Россией выходцами с Крыма и другими мусульманами Украины была основана Ассоциация мусульман Украины[23]. Целью ассоциации является ознакомление украинцев с мусульманами и мусульманскими традициями[24][25][26][27][28].